# Stansbury Park
Stansbury Park – jednostka osadnicza w Stanach Zjednoczonych, w stanie Utah, w hrabstwie Tooele.